# Alvania algeriana
Alvania algeriana is een slakkensoort uit de familie van de Rissoidae. De wetenschappelijke naam van de soort is voor het eerst geldig gepubliceerd in 1877 door Monterosato.